# Go Ahead Eagles
Go Ahead Eagles é um clube de futebol neerlandês sediado na cidade de Deventer, quatro vezes campeão nacional e campeão da Copa dos Países Baixos na Temporada 2024-25 como conquistas mais relevantes.
Fundado em 1902, atualmente disputa a Eredivisie. Seu estádio é o De Adelaarshort, com capacidade para 10.500 espectadores.
É tetra campeão holandês, vencendo em 1917, 1922, 1930 e 1933.
O clube, cujas cores são amarelo e vermelho, foi o primeiro da carreira de Marc Overmars, que após quatro anos parado, voltou ao Go Ahead, tendo atuado em 24 partidas.

## Títulos
| NACIONAIS | NACIONAIS              | NACIONAIS | NACIONAIS                           |
|           | Competição             | Títulos   | Temporadas                          |
| --------- | ---------------------- | --------- | ----------------------------------- |
|           | Campeonato Neerlandês  | 4         | 1916-17, 1921-22, 1929-30 e 1932-33 |
|           | Copa dos Países Baixos | 1         | 2024-25                             |